# 타순

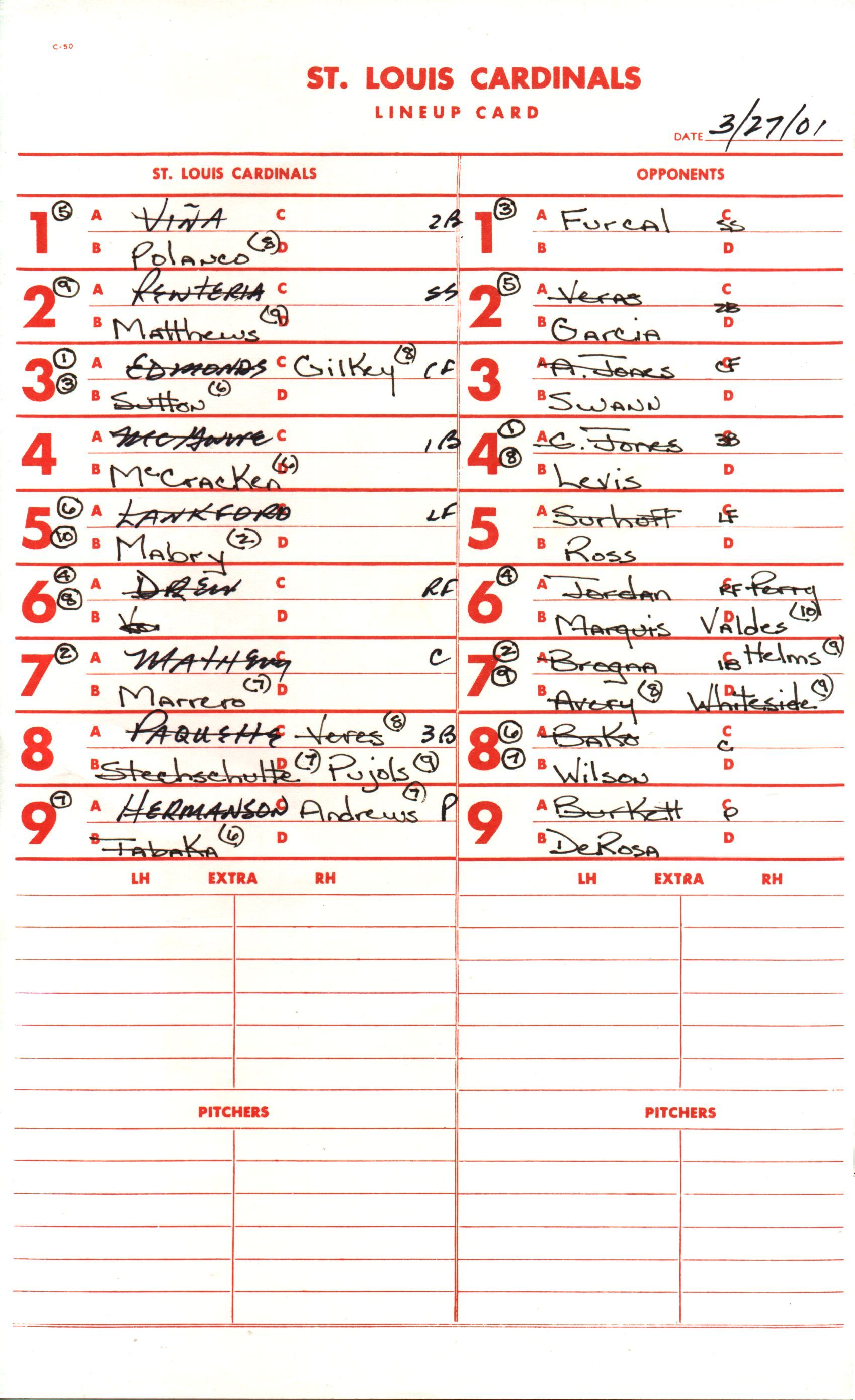

타순(打順)은 야구, 소프트볼, 크리켓 등에서 선수가 타격하는 순서이다. 야구와 소프트볼은 경기를 시작하기 전에 양팀에서 각각 9명의 타순과 수비 위치를 결정해 둔다. 투수 대신 지명된 선수가 타격하는 지명 타자 규칙을 사용하는 경우에는 투수의 타순 대신 지명 타자의 타순을 결정해 둔다. 경기 시작시 9명의 선수와 지명 타자는 스타팅 멤버 (선발)로 불린다.